# Boomtown Shakedown
Boomtown Shakedown is een band die in 2011 is opgericht en bestaat uit muzikanten uit Münster en het Ruhrgebied. De groep speelt een mix van reggae en ska met rockelementen. Leden van de band zetten zich sterk in voor de Duits-Nederlandse culturele uitwisseling.
Hun teksten zijn zowel in het Duits als in het Engels geschreven en gaan vaak over alledaagse onderwerpen die het leven onder de loep nemen. In de teksten en in de keuze van hun optredens spelen nabijheid tot de natuur en sociale kwesties een grote rol.

## Biografie
De band vindt zijn oorsprong in het Münster reggae combo "Mackatree Posse" en de Dortmundse band "Skankin' Sun", waaruit enkele van de huidige leden zijn voortgekomen. De verschillende muzikale wortels kenmerken de veelzijdige oriëntatie van de groep.
Boomtown Shakedown heeft opgetreden op bekende pop- en reggaefestivals zoals Juicy Beats, Ruhr Reggae Summer en Reggae Jam. Ze hebben ook opgetreden in een kleinere akoestische formatie (als "Boomcoustix") op andere festivals zoals de Stemweder Open Air en in Servië.
Boomtown Shakedown heeft een aantal jaren als openingsband gespeeld voor de Hawaiiaanse reggae-artiest Mike Love en heeft een videoshoot en verschillende optredens voor hem mede georganiseerd.
Naast hun reguliere optredens organiseert de band meerdaagse fietstochten voor hun fans onder de naam "Reconnected to Nature", waarbij ze live optreden op verschillende locaties. Deze tochten combineren muziek, natuur en gemeenschap en zijn een essentieel onderdeel van het bijzondere karakter van de band.
In 2019 bracht Boomtown Shakedown het nummer Heimat uit, dat een kritische blik werpt op de oprichting van het federale ministerie van Binnenlandse Zaken en het concept van thuis in Duitsland. Het nummer, opgenomen in de SattaDub Studio in Münster, werpt de vraag op of het ministerie de diversiteit van de samenleving adequaat kan weerspiegelen. Met dit nummer spreekt de band zich uit voor het begrijpen van thuis als de som van persoonlijke individualiteiten in plaats van alleen het benadrukken van een gemeenschappelijke identiteit.
In 2022 brachten ze het album Live Summer 2022 uit, dat een opname bevat van hun optreden tijdens Ruhr Reggae Summer 2022. Het album weerspiegelt de energie en stemming van het festival en bevat nummers als Geschenk en Immer Weiter.
In maart 2023 volgde het live-album Rare Guitar Münster, waarop een concert van de band in het kader van hun 10+2-jarig jubileum in "Rare Guitar" in Münster werd vastgelegd en de energieke sfeer werd vastgelegd. De opname bevat nummers als Gegengewicht, Immer Weiter en Sailing.
Naast hun reguliere releases heeft Boomtown Shakedown ook dubversies uitgebracht van een aantal van hun nummers, waaronder Immer Weiter en Heavy Easy. Deze dubmixen zijn geproduceerd door Kevin "Prince 2Spliffz". Szeremy in de Hayesley Parkz Studio en gemasterd door Jonathan "Lil' Langen" Langenbrinck.
In september 2023 verschenen alle zangers en de saxofonist als gastartiesten op de single Music for Future van Hans Blücher.
In februari 2025 brachten ze Get Loud uit als een statement tegen ondemocratische partijen en ter ondersteuning van een open, vrije wereld. In dezelfde maand brachten ze samen met Hans Blücher het nummer Earth Hour uit, een muzikale boodschap gewijd aan het wereldwijde milieu-initiatief met dezelfde naam, dat mensen oproept om een standpunt in te nemen voor klimaatbescherming en verantwoordelijkheid te nemen voor een duurzame toekomst. WWF Duitsland presenteerde het lied in maart als een inspirerend voorbeeld in het kader van Earth Hour 2025.

## Sociaal engagement
Verschillende leden van Boomtown Shakedown zijn al jarenlang actief in het internationale jeugd- en cultuurwerk. Sinds 2006 organiseert gitarist PU via de stedenband van zijn geboortestad Emsdetten banduitwisselingen met jonge bands uit Polen en Nederland. Voor deze inzet werd de stad in 2008 bekroond met de Europa-prijs van het Institut für europäische Partnerschaften und internationale Zusammenarbeit, en PU ontving in 2025 de Chojnice-medaille.

## Discografie
- 2019: Heimat (single)
- 2022: Live Summer 2022 (livealbum)
- 2023: Rare Guitar Münster (livealbum)
- 2023: Immer Weiter und Heavy Easy (dubversies)
- 2023: Music for Future (met Hans Blücher)
- 2025: Get Loud (Single)
- 2025: Earth Hour (met Hans Blücher)
- 2025: Love Yourself (Single)